# Krimske bitke
Krimski pohodi 1687. i 1689. (ruski: Крымские походы), je naziv za dva ruska vojna pohoda poduzetih za vrijeme Rusko-turskog rata 1686. – 1700., na Krimski Kanat. To je bio prvi pokušaj ruske vojske da dođe u blizinu Krima nakon 1569. godine. Rusi nisu uspjeli, što zbog lošeg planiranja i problema sa zapovjedanjem, a što zbog objektivnih razloga kod prebacivanja tolikog broja vojnika kroz stepu. 
Nakon što je potpisala ugovor o vječnom miru s Poljskom 1686., Rusija je postala član protuturske koalicije Svete lige – Austrija, Mletačka Republika i Poljska, kojoj je cilj bio izguravanje Turaka na jug nakon njihovog poraza u Beču 1683. (glavni rezultat ovog rata bio je oslobođenje ponajviše Mađarske iz okova osmanske vladavine). Rusiji je dopao zadatak 1687. da pošalje vojsku južno do Perekopa i da odbaci Krimske Tatare unutar njihova poluotoka.

## Prvi pohod na Krim
Dana 2. svibnja 1687., Ruska vojska od oko 132 000 vojnika, na čelu s knezom Vasilijem Golicinom, napustila je Ohtirku (u današnjoj Ukrajini). Njima su se 30. svibnja pridružili Kozaci s lijeve obale Dona, hetmana Ivana Samojloviča (oko 50 000 ljudi) na ušću rijeke Samora gdje Dnjepar skreće prema jugu. Usred ljetnih stepskih vrućina, 180 000 ljudi, 20 000 kola i 100 000 konja, krenulo je nizvodno uz istočne obale Dnjepra. Tako velika masa ljudi, stoke i kola mogla se kretati samo po 10 km dnevno. Kad su Rusi stigli do rijeke Konskije Vodi, zapadne pritoke Dnjepra, ustanovili su da su Tatari zapalili stepu (a oni su planirali stepskom travom hraniti svoje konje). Nakon nekoliko dana marširanje preko spaljene zemlje, njihovi konji bili su potpuno iscrpljeni, uz to oskudjevali su s vodom. Tako da su se 17. lipnja odlučili vratiti ne dospjevši do svog konačnog odredišta Perekopa. Zbog toga je knez Vasilij Golicin smjenio Ivana Samojloviča a na njegovo mjsto postavio Ivana Mazepa.
Rusi su 1688. godine izgradili vrlo modernu utvrdu Novobogoroditskoje na rijeci Samora u blizini srušene poljske utvrde Kodak na mjestu gdje Dnjepar skreće prema jugu. 

## Drugi pohod na Krim
Knez Vasilij Golicin bio je planer i drugog pohoda na Krim 1689. Na osnovu neslavnih iskustva iz prvog pohoda, mislio je da je glavni uzrok njegova neuspjeha bio što je pohod iz 1687. godine počeo prekasno usred ljetnih vrućina i da je zbog toga sporo napredovao kroz stepu.
Zato je novi pohod otpočeo u veljači 1689. U pohod su se ovaj put uputili Moskovljani sa 117 446 vojnika i 350 topova. Njima su se 20. travnja pridružili kod utvrde Novobogoroditskoje Kozaci s oko 30 – 40 000 ljudi pod zapovjedništvom novog hetmana Ivana Mazepa. I oni su išli istom rutom kao njihovi predhoodnici iz 1687., ali su marširali u šest odvojenih kolona i bili su puno brži. Do 3. svibnja dospjeli su do mjesta gdje se prva ekspedicija iz 1687. okrenula natrag. Već 15. i 16. svibnja napali su ih Krimski Tatari, kod mjesta Zelenaja i Černaja dolina. Tatari su napadali snažno i dobro, ali su se morali povući zbog ruskog topništva. Ekspedicioni korpus je 20. svibnja stigao do Krimske prevlake Perekop. 
Golicina je prestrašilo kad je vidio da je sva trava na tom području bila spržena, i činjenica da nema izvora pitke vode sjeverno od poluotoka, zbog tog je držao da neće moći dugo opsjedati utvrdu Perekop. Njegova sljedeća muka je bio jarak oko utvrde od 7 km koji su Tatari iskopali, činilo mu se nemogućim kroz taj jarak provući svoje topništvo. Tako da je sljedećeg dana knez Golicin naredio povratak svoje vojske.                    
Krimski pohodi iz 1687. i 1689. godine, djelomično su preusmjerili neke od osmanskih snaga u korist saveznika iz Svete lige. Međutim ruska vojska nije postigla svoj krajnji cilj, stabiliziranje južnih granica Rusije. Neuspješan ishod ove kampanje bio je jedan od razloga da se vlast carice Sofije Aleksejevne srušila. 